# 細川祥央
細川 祥央（ほそかわ よしひさ、10月21日 - ) は、日本の男性声優。京都府出身。アミュレート所属。

## 来歴
勝田声優学院卒業。
以前は81プロデュース、オフィス野沢、メディアフォース、ディーカラーに所属していた。
2024年8月1日、ディーカラーとアミュレートとの事業統合によりアミュレートへ移籍。

## 人物
趣味はゲーム。特技は卓球、ものまね。

## 出演

### テレビアニメ
2003年
- 魁!!クロマティ高校（並ワルE）

2008年
- テレパシー少女 蘭（村人D）

2017年
- いぬやしき（鮫島の手下）

2018年
- ラーメン大好き小泉さん（店員B）
- 多田くんは恋をしない（先生）
- レイトン ミステリー探偵社 〜カトリーのナゾトキファイル〜（ティモシー）

2021年
- ましろのおと（教師）

2022年
- サマータイムレンダ（小早川達夫）
- 聖剣伝説 Legend of Mana -The Teardrop Crystal-（果物屋）

2023年
- Fate/strange Fake -Whispers of Dawn-（繰丘夕鶴）
- Helck（村人、島の生物）

2024年
- 歴史に残る悪女になるぞ（ジョン先生）

### webアニメ
- ホリデイラブ 〜夫婦間恋愛〜（2018年、井筒渡）

### ゲーム
- Relayer（2021年、技術主任[6]）

### 吹き替え

#### 映画
- アウトポスト（ベンジャミン・D・キーティング大尉〈オーランド・ブルーム〉[7]）
- アトラクション 侵略
- アムステルダム（ミルトン・キング〈クリス・ロック〉[8]）
- アメリカン・アサシン
- アメリカン・マーダー: 一家殺害事件の実録
- アンブレイカブル・キミー・シュミット: キミーVS教祖
- ウォーク。ライド。ロデオ。
- エクソシスト3 ※Netflix版
- エニシング・イズ・ポッシブル
- エンド・オブ・ア・ガン 沈黙の銃弾
- 彼女の権利、彼らの決断
- クリスマスとよばれた男の子
- クリスマスに降る雪は
- THE KILLER/暗殺者（イ刑事〈イ・スンジュン〉[9]）
- ザ・クリエイター/創造者（ダニエルズ[10]）
- ザ・サークル
- ザ・ダート: モトリー・クルー自伝
- サムワン・グレート -輝く人に-
- サンダーフォース -正義のスーパーヒロインズ-（ケニー）
- シェーン（アーニー・ライト）※N.E.M.版
- ジェクシー! スマホを変えただけなのに
- ジョンベネ殺害事件の謎
- スタントマン
- S.W.A.T. 闇の標的
- 世界にひとつの金メダル
- セルジオ: 世界を救うために戦った男
- だめんず・コップ2
- チェイサー
- チェルシーが考える: 私と白人特権
- 月影の下で
- デス・ウィッシュ（ノックス〈ボー・ナップ〉）
- デンジャー・ゾーン
- TALK TO ME トーク・トゥ・ミー
- トゥームインベイダー
- ドント・レット・ゴー -過去からの叫び-（ロジャー・リー刑事〈バイロン・マン〉）
- ニルマル・プルジャ: 不可能を可能にした登山家（ミングマ）
- パーティーマニア
- ハイ・ライズ
- パシフィック・ウォー
- バッドボーイズ フォー・ライフ（リー〈マッシ・フルラン〉）
- バッドボーイズ RIDE OR DIE[11]
- ビトウィーン・トゥ・ファーンズ: ザ・ムービー
- フォールガイ[12]
- ペガサス 飛馳人生（ウィンストン・チャオ）
- ヘッド・ショット
- ミーシャと狼
- モスキート・コースト
- ユニコーン・ストア
- ランボー ラスト・ブラッド（ジミー [13]）※BSテレ東版

#### ドラマ
- アウターバンクス
- After Life/アフター・ライフ（ティム・プレスター）
- アメリカン・ホラー・ストーリー
- アンビリーバブル たった1つの真実
- アンブレイカブル・キミー・シュミット
- THE INNOCENTS/イノセンツ
- 運命を変える8日間
- エア・シティ
- オクトーバー・ファクション
- カーニバル・ロウ
- カントリー・コンフォート 〜家族の歌〜
- キングダム（ヨンシン〈ソンギュ〉）
- グッド・ドクター 名医の条件
- グリーンリーフ
- 刑事モース〜オックスフォード事件簿〜
- 原潜ヴィジル 水面下の陰謀（ギャリー・ウォルシュ上等兵曹〈ダニエル・ポートマン〉）[14]
- CALLS コール
- こころ呼ぶとき ホープバレー物語
- コブラ会
- COLONY/コロニー
- サーヴァント ターナー家の子守
- ザ・サーペント
- ザ・スパイ -エリ・コーエン-
- ザ・ソサエティ
- サバイバー: 宿命の大統領
- サマー・オブ・ロケット スパイにさせられた男（ライナス・ローチ）
- ザ・ミッシング〜囚われた少女〜
- サンタクラリータ・ダイエット
- 私立探偵マグナム（キム・キルヨン〈ヴィンス・シン〉）
- Sweet Home〜俺と世界の絶望〜
- スニーキー・ピート
- セルフメイドウーマン 〜マダム・C.J.ウォーカーの場合〜
- 千日の約束（ヨンス）
- デアデビル
- テッド・ラッソ:破天荒コーチがゆく
- Happy!
- パニッシャー
- HUNTED/ハンテッド（ハサン）
- ピオリアのプリンス
- ブラック・ミラー
- フロンティア
- 別世界からのメッセージ
- 僕と生きる人生
- ボンディング 〜男と女の事情〜
- マーベラス・ミセス・メイゼル
- MANIFEST/マニフェスト
- 4度目の公判: ボストン警官殺人事件
- ラン・オン・アイス
- リ・ジェネシス バイオ犯罪捜査班
- リゾーリ&アイルズ ヒロインたちの捜査線
- リベレーター: 勝利へ、地獄の行軍500日
- ローマ帝国
- ロキ（ミニットメン男1、ハンターD90）
- ロッジ49
- 私の国

#### テレビ番組
- 今ドキ! インド婚活事情
- カラーで見る夜の世界
- CALI K9: どんな犬でもしつけます
- 裁判とメディア
- ザ・シェフ・ショー -だから料理は楽しい!-
- ファイナル・テーブル
- Helpsters 〜お助けモンスターズ〜
- マイケル・ジョーダン: ラストダンス
- マイ・ストーリー
- マジカル・クッキング
- マデリンちゃん失踪の真実
- Mr.クリスマスのインテリア大改造
- ルーザーズ: 失敗が教えてくれること
- ワッフルとモチ

#### アニメ
- 異界探偵トレセ
- グリッチ・テックス
- ザ・カップヘッド・ショウ!
- シザー・セブン
- DOTA: ドラゴンの血
- パウ・パトロール（アル）
- ビッグマウス
- ミュータント タートルズ（リーダー）
- ロングのゆかいなレストラン

### ボイスオーバー
- NHK世界遺産
- 解禁ロシア極秘ファイル
- ナショジオ ワイルド 世界大自然紀行 北アメリカ

### テレビ番組
- 奥さまは外国人（再現VTR）
- Personal Shor（副音声）

### 映画
- 六月燈の三姉妹（副音声）

### その他コンテンツ
- 学研 中学生体育指導用DVD
- 河合塾 Wings